# Casa Museo Belisario Domínguez
Casa Museo Belisario Domínguez es el lugar en donde nació y vivió gran parte de su vida el Dr. Belisario Domínguez Palencia. Se ubica en el centro histórico de Comitán, sobre la  Av. Belisario Domínguez Sur 35 S/N CP. 3000 en Comitán de Domínguez, Chiapas.

## Historia
Abre sus puertas al público en 1985, como un recinto para honrar la memoria de un comiteco ejemplar, Belisario Domínguez que nació en la residencia el 25 de abril de 1863. Fue hijo de Cleofás Domínguez y Pilar Palencia.
El inmueble se restauró y conservó el estilo arquitectónico de la época; su jardín central es característico de fines de siglo pasado.
Para llevar a cabo la labor museográfica los objetos fueron donados por Doña Hermila Galindo Zebadúa, hija de Don Belisario.
La casa-museo cuenta con 10 salas en donde se exhiben objetos personales, instrumental médico, fotografías, enseres de la farmacia y muebles que pertenecieron a su padre.
Cuando muere, la casa donde nació y vivió en distintas etapas por 50 años de su vida, fue repartida entre los hijos y una parte, la que hoy es museo, fue vendida a una familia norteamericana.
En 1976, el gobierno estatal rescató la vieja casona para convertirla en un recinto en donde las nuevas generaciones conocieran la vida y obra de un mexicano que escribió su nombre con letras doradas en la historia.

## Exhibición museográfica
El nombre del Dr. Belisario Domínguez es emblemático en Comitán, su formación profesional es como médico oculista, cirujano y partero; pero su desempeño como político lo llevó a grabar su nombre en la historia de México.
La primera sala de la casa-museo corresponde a la farmacia La Fraternidad, destaca la alacena de madera abarrotada de pomos de cristal, porcelana y aluminio, en donde se guardaban los ingredientes medicinales que preparaba en morteros y matraces.
Como siguiente espacio se encuentra la Sala Familiar. Los muebles son de manufactura austriaca, las cortinas de encaje francés y los espejos provienen de Francia, mientras que el tapete es afgano; además de el piano en donde su hija Hermila Galindo.
Otra de las áreas la recamara del doctor Domínguez, la cama que utilizó de soltero y de viudo, la cobija con sus iniciales, un baúl de viaje, la vitrina.
El consultorio es una de las salas más interesantes del museo. La mayor parte del instrumental médico-quirúrgico provenía de la casa P.C. Lorenz de Nueva York y era lo más adelantado de la época.
Una de las Salas es la del Senado que muestra la etapa del político comiteco durante su periodo en el Senado de la República
Otra área en la casa es la denominada Marco Histórico, en este espacio se exponen documentos, volantes, revistas y fotografías de la época sobre su carrera política.
El discurso de Belisario Domínguez tiene su propio lugar en la historia y un área especial en la casa-museo para el manuscrito que marcó un momento trascendental en la Revolución Mexicana.
Otros dos espacios son la sala de documentos y la Biblioteca.